# Al Mahwit

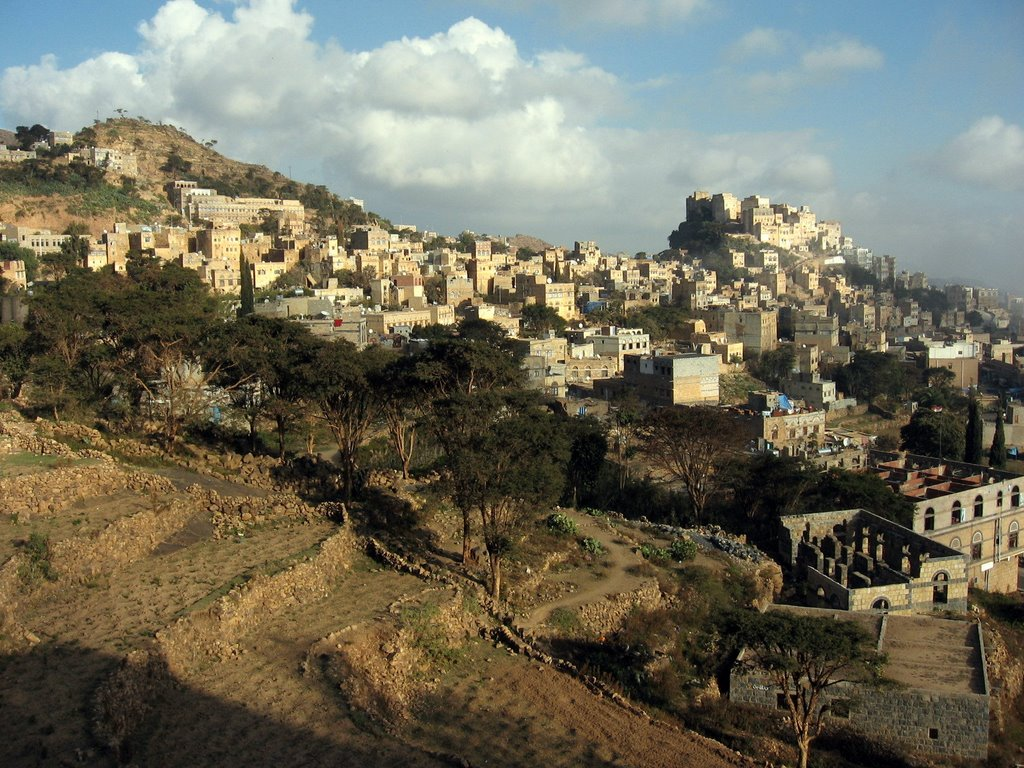
Al Mahwit

'Al Mahwit este un oraș din Yemen.În 2004 avea o populație de 494.557 locuitori și este capitala governatoratului Al Mahwit.